# قدمگاه جهرم
قدمگاه جهرم یا آتشکده جهرم بنایی بر فراز تپه‌ای بر البرزکوه در جنوب شهر جهرم است. این بنا شباهتی به شبستان‌های مسجد دارد و شامل طاق‌های رو به شمال در کنار یک آب‌انبار است و احتمال می‌رود که آتشکده‌ای مربوط به دوره ساسانیان باشد. آندره گدار بخشی از بنای آن را مربوط به پیش از اسلام و بخشی از آن را مربوط به پس از اسلام می‌داند.
قدمگاه جهرم در ۱۱ مرداد ۱۳۸۴ به شماره ۱۳۱۹ در فهرست آثار ملی ایران به ثبت رسید. این بنا در سال‌های اخیر توسط سازمان میراث فرهنگی و گردشگری بازسازی شده‌است. آرامگاهی در نزدیکی این بنا به باربد، موسیقی‌دان شناخته‌شدهٔ ساسانی، منسوب است.

## پیشینه قدمگاه خوانده شدن
در گذشته در قدمگاه جهرم سنگی قهوه‌ای رنگ وجود داشت که با قطعه سنگ دیگری که نوشته‌ای در وصف این بنا بر روی آن حک شده بود، به سرقت رفت. روی آن سنگ، حفره‌ای وجود داشت که برخی آن را جای نگهداری آتش و برخی جای سُم دل‌دل، اسب امام علی، پنداشته‌اند. مردم نیز با قدمگاه خواندن این مکان، در ایام مختلف برای انجام مراسم مذهبی و راز و نیاز به آنجا می‌رفتند اما با توجه به شواهد موجود می‌توان نتیجه گرفت که این بنا با ظهور اسلام مانند هزاران بنای دیگر تغییر شکل داده و صورت اسلامی به خود گرفته‌است.

## نگارخانه

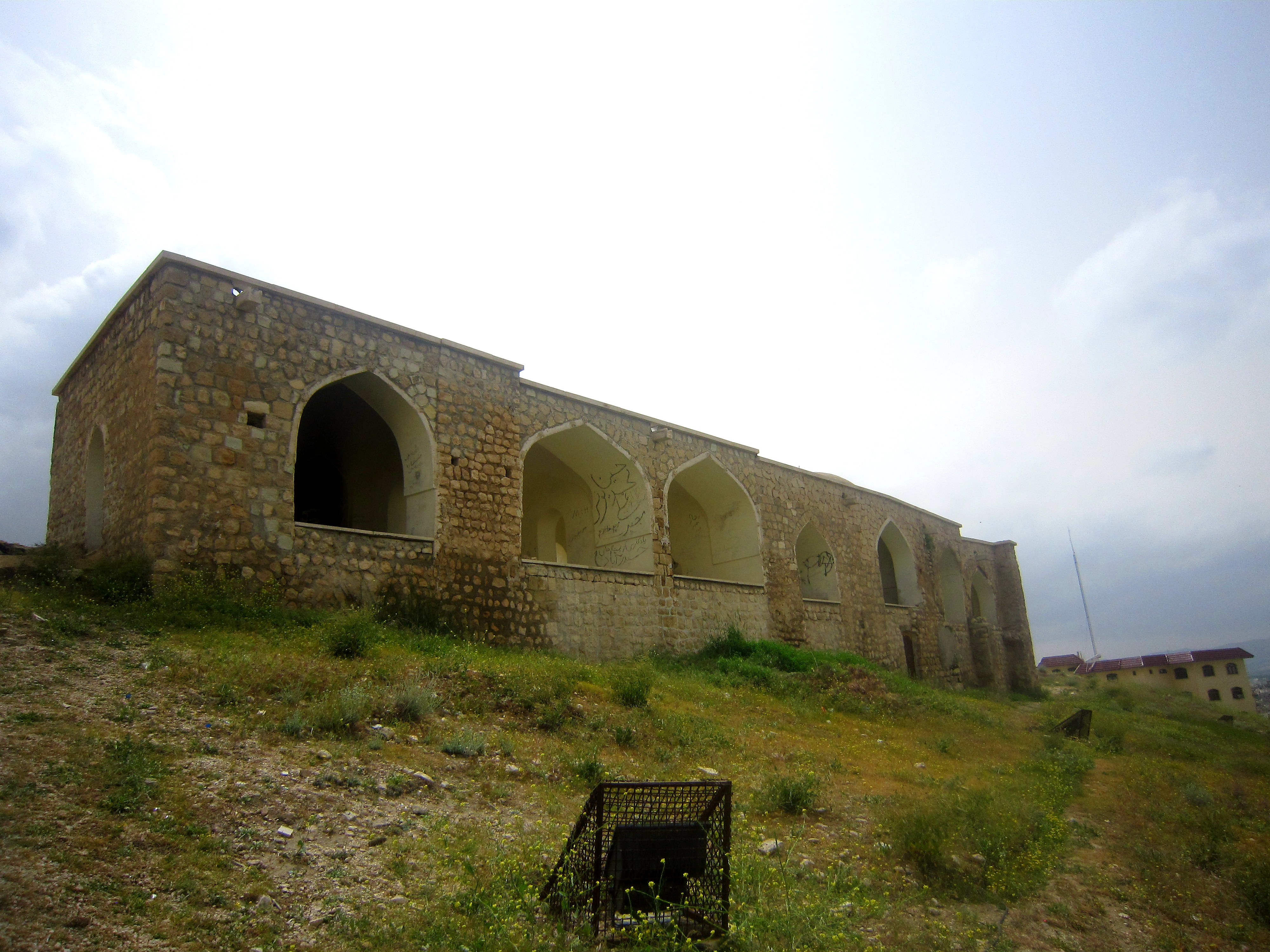
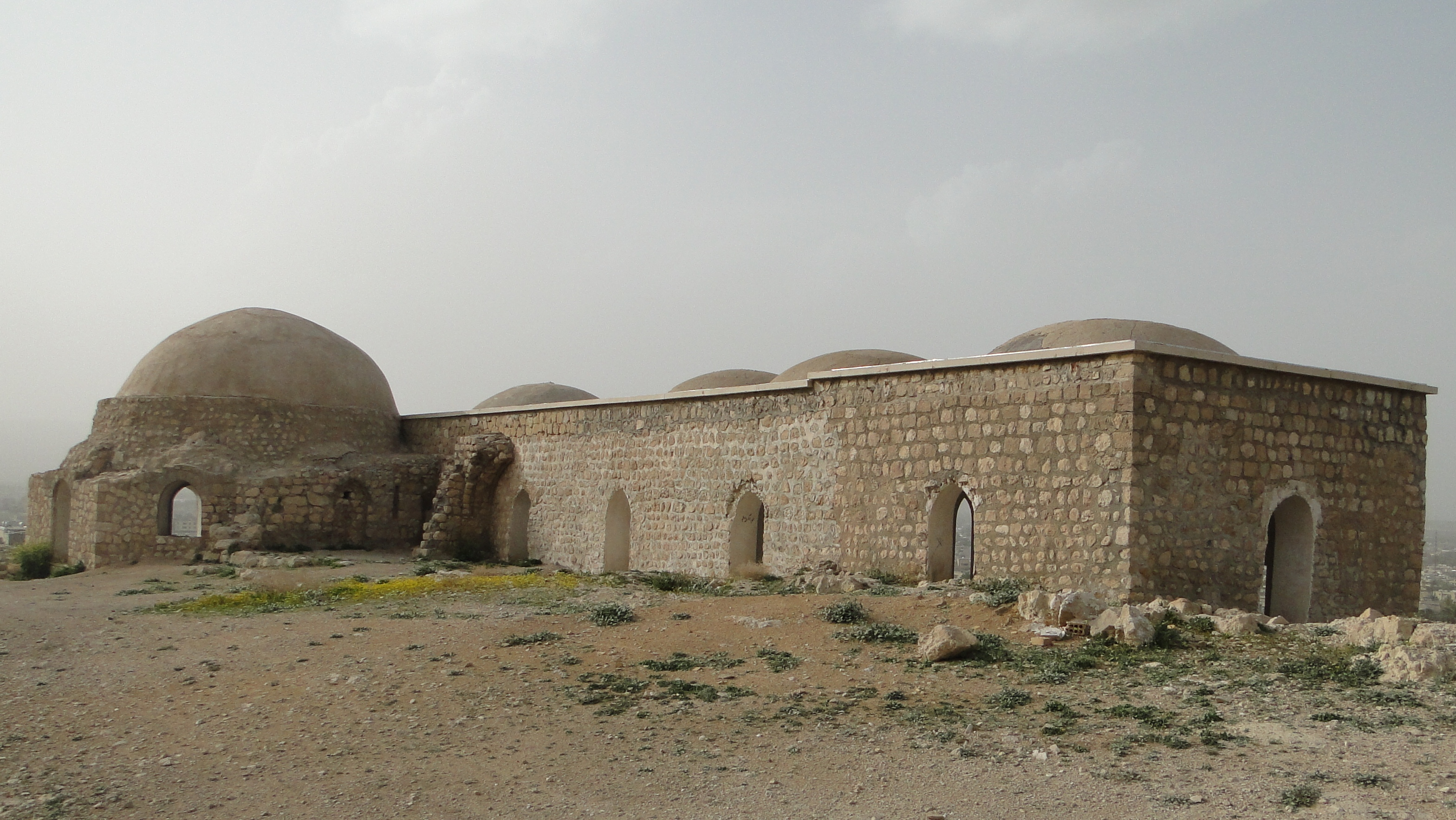
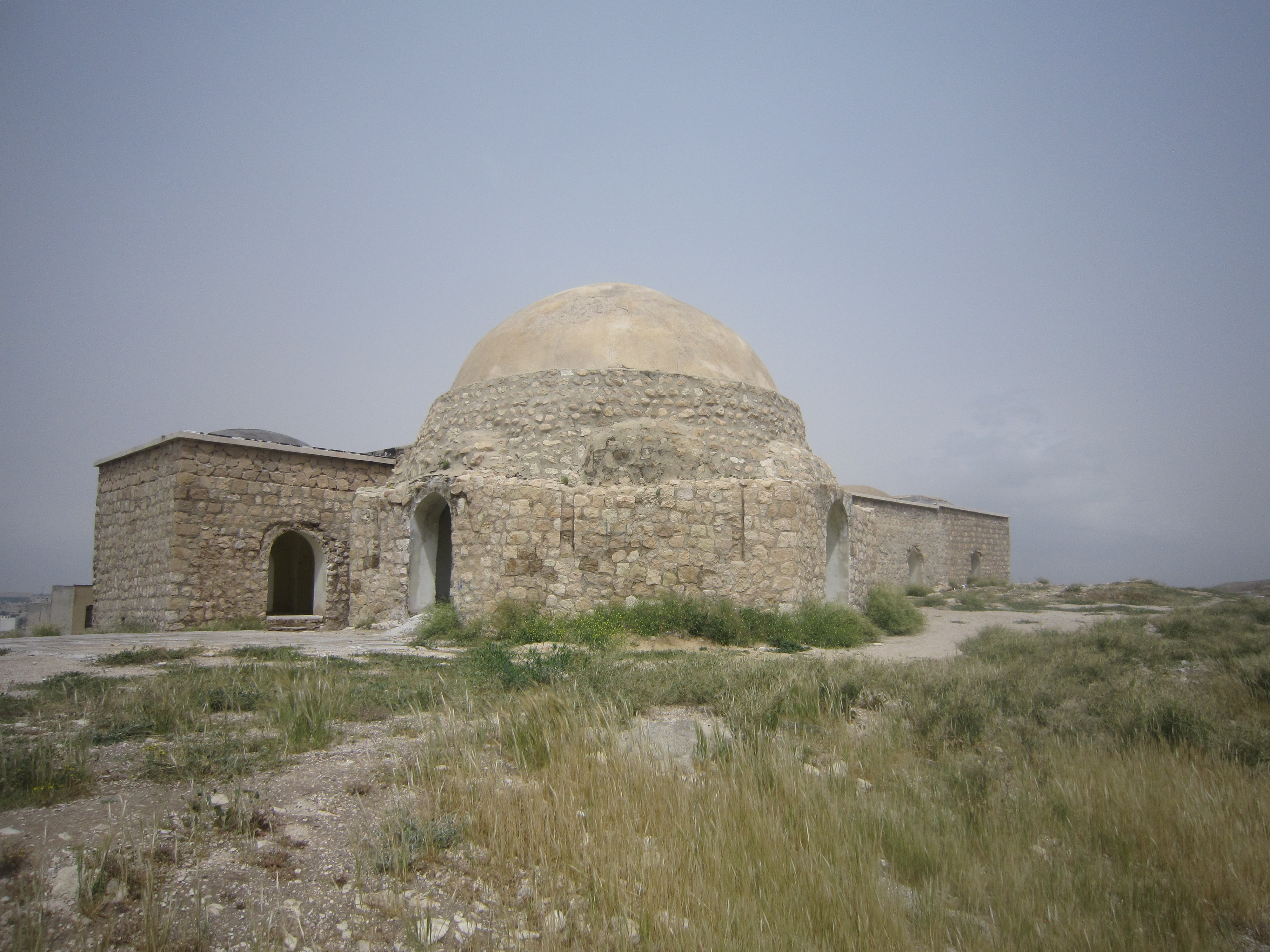
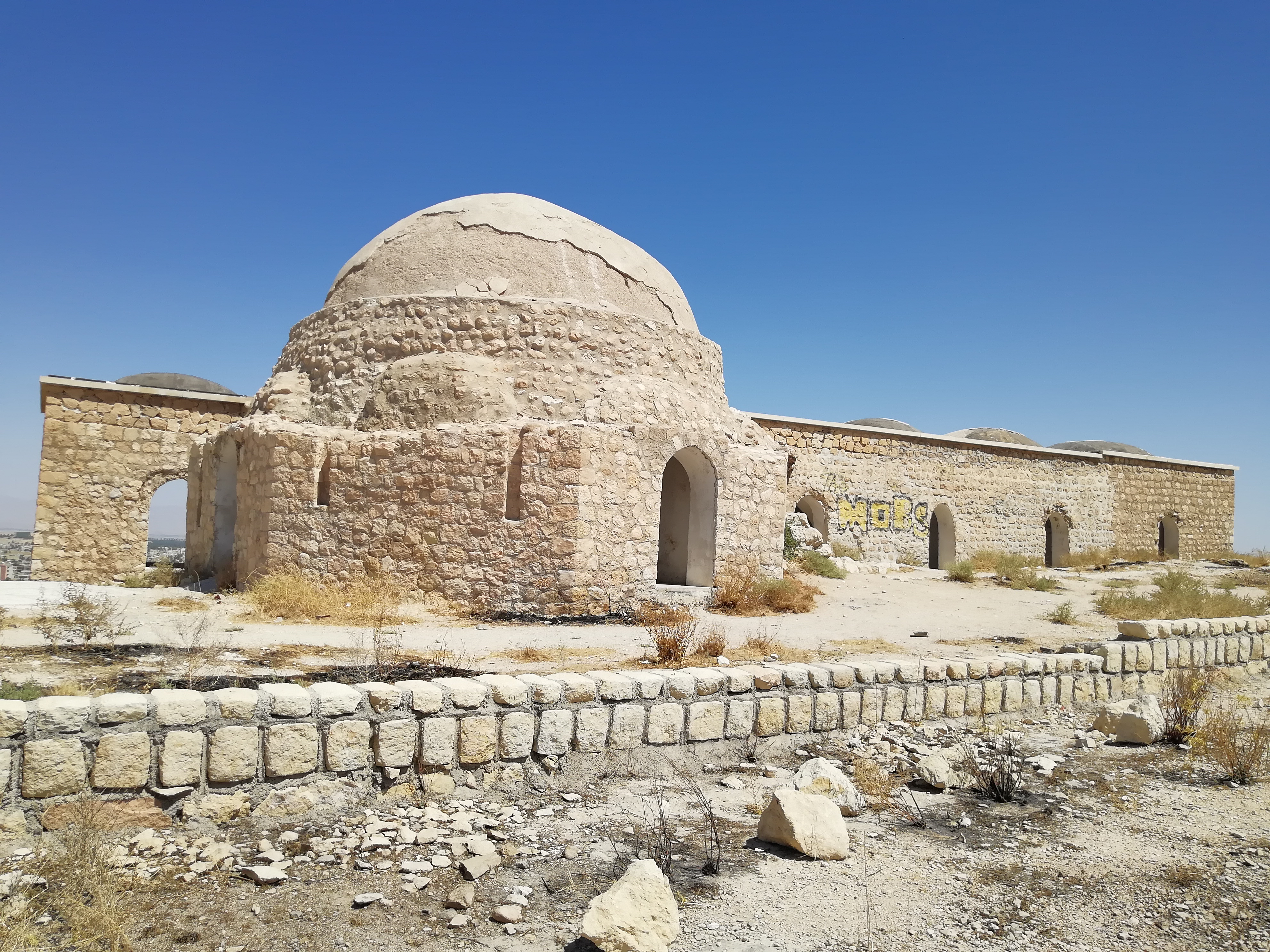

قدمگاه